# Agrotontia
Agrotontia là một chi bướm đêm thuộc họ Noctuidae.